# Deion Sanders

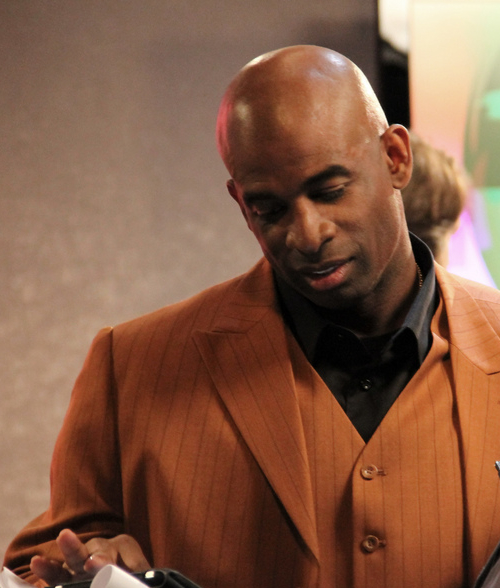
Deion Sanders

Deion Luwynn Sanders Sr. (9 augustus 1967) is een American football coach en voormalig speler die de huidige hoofdcoach is van de University of Colorado Boulder. Bijgenaamd "Prime Time" speelde hij 14 seizoenen in de National Football League (NFL) bij de Atlanta Falcons, San Francisco 49ers, Dallas Cowboys, Washington Redskins en Baltimore Ravens. Sanders was naast zijn American footballcarrière ook een begenadigd honkballer, en hij speelde negen seizoenen lang als outfielder in de Major League Baseball (MLB) bij de New York Yankees, Atlanta Braves, Cincinnati Reds en San Francisco Giants. Hij won twee Super Bowl titels en maakte deel uit van een World Series in 1992, waardoor hij de enige atleet is die in zowel een Super Bowl als een World Series speelde.
Sanders speelde universiteitsfootball aan de Florida State University, waar hij als senior de Jim Thorpe Award won. Hij werd door de Falcons als vijfde geselecteerd in de NFL Draft van 1989 en speelde voornamelijk als cornerback, maar ook als kickoff returner, punt returner en wide receiver. Tijdens zijn carrière werd hij benoemd tot acht Pro Bowls, ontving zes eerste-team All-Pros en maakte opeenvolgende Super Bowl-optredens in Super Bowl XXIX met de 49ers en Super Bowl XXX met de Cowboys, waarbij hij beide won. Hij werd opgenomen in de Pro Football Hall of Fame en de College Football Hall of Fame in 2011.
Na zijn pensioen als speler ging Sanders verder als sportanalist en coach. Hij diende als hoofdcoach van het American footballteam van de Jackson State University van 2020 tot 2022 en leidde het team naar twee opeenvolgende Celebration Bowl-optredens en het eerste ongeslagen reguliere seizoen in de schoolgeschiedenis. Tegen het einde van het seizoen 2022 werd Sanders benoemd tot hoofdcoach bij zijn oude universiteit Colorado.

## Jeugd
Sanders werd geboren in Fort Myers, Florida als zoon van Connie Sanders en Mims Sanders. Zijn ouders scheidden toen Sanders twee jaar oud was. Sanders werd opgevoed door zijn moeder en haar nieuwe echtgenoot, Willie Knight, die volgens Sanders veel invloed had op zijn leven. Hij bezocht North Fort Myers High School en was daar al een begenadigd sporter in American football, basketbal en honkbal. In 1985 werd Sanders opgenomen in het Florida High School Association All-Century Team, een selectie van de beste 33 spelers in de 100-jarige geschiedenis van American football op middelbare scholen in de staat.
Na zijn succesvolle sportcarrière als middelbare scholier selecteerden de Kansas City Royals Sanders in de zesde ronde van de 1985 Major League Baseball draft. Hij tekende echter niet bij de Royals omdat hij eerst naar de universiteit wilde gaan.

## Universiteitscarrière
Sanders studeerde verder aan de Florida State University en speelde drie sporten voor de Florida State Seminoles: American football, honkbal en atletiek. In zijn eerste jaar startte hij in het tweede footballteam van de Seminoles, speelde hij outfield voor het honkbalteam (dat in dat jaar vijfde werd in de VS) en hielp het atletiekteam naar een conferentiekampioenschap.
Onder hoofdcoach Bobby Bowden was Sanders twee keer consensus All-American cornerback in 1987 en 1988 en een derde team All-American in 1986. In 1988 won Sanders als laatstejaars de Jim Thorpe Award in 1988, de prijs voor de beste verdediger in het universiteitsfootball. Op basis van al zijn prestaties voor het universiteitsteam werd zijn nummer 2-shirt bij Florida State in 1995 met pensioen gestuurd. Zijn voormalige coach Bowden zou later verklaren dat Sanders zijn "maatstaf voor atletisch vermogen" was.
Op 16 mei 1987 (terwijl de Metro Conference honkbal- en atletiekkampioenschappen gelijktijdig werden gespeeld in Columbia, South Carolina) speelde Sanders eerst in de halve finale van de honkbalcompetitie tegen Southern Mississippi, liep vervolgens mee in het 4×100 estafetteteam, en keerde daarna terug om te spelen in de finalewedstrijd van het honkbal tegen Cincinnati. Zowel het honkbal- en atletiekteam waarvoor Sanders uitkwam werd dat jaar de winnaar van de conferencetitel.

## Professionele honkbalcarrière

### Draft en Minor League
Sanders speelde in totaal negen jaar parttime honkbal en speelde in 641 wedstrijden bij vier teams. De New York Yankees selecteerden Sanders in de 30e ronde van de 1988 Major League Baseball draft, en hij tekende bij de ploeg op 22 juni van dat jaar. 
De Yankees nodigden Sanders uit voor de voorjaarstraining in 1989. Nadat hij het rugnummer 71 toegewezen had gekregen, vroeg Sanders om een nummer met één cijfer (wat hij tijdens zijn schoolcarrière ook altijd droeg). De Yankees gaven hem vervolgens rugnummer 30, het laagste beschikbare nummer, wat veel veteranen in de ploeg beledigde. Sanders opende het seizoen 1989 bij de Albany-Colonie Yankees van de Class AA Eastern League. Hoewel Sanders van plan was de Yankees in juli 1989 te verlaten om het trainingskamp van de NFL Draft bij te wonen, raakte hij verwikkeld in een contractgeschil met zijn beoogde ploeg Falcons en gebruikte een langer verblijf bij de Yankees als pressiemiddel. Uiteindelijk lukte het hem om een contract bij de Falcons af te dwingen, en combineerde Sanders vanaf dat moment zijn NFL- en MLB-carrières. 

### New York Yankees (1989-1990)
Nadat hij in zijn eerste jaar als professioneel honkballer in lagere divisies speelde, werd Sanders in het seizoen van 1989 opgenomen in het team van de Yankees en maakte hij zijn MLB-debuut op 31 mei 1989.
Tijdens dat seizoen sloeg hij een major league homerun en scoorde een touchdown in de NFL in dezelfde week, waarmee hij de enige speler ooit werd die dat deed. Sanders is ook de enige man die zowel in een Super Bowl als in een World Series speelde. Sanders en Bo Jackson waren de meest vooraanstaande multi-sport atleten van hun tijd, maar vóór het seizoen 1990 hadden zij het nooit tegen elkaar opgenomen in een professionele wedstrijd. Dat veranderde in 1990, toen Jackson en Sanders elkaar vijf keer ontmoetten.
Sanders maakte ook deel uit van het Yankees-team in het seizoen 1990. Tegen midden juli van dat jaar liet Sanders weten dat hij niet zeker wist of hij bij de Yankees zou blijven, of zich zou melden voor het trainingskamp van de Falcons voor het komende NFL-seizoen. Nadat hij voor het seizoen in 1991 een salaris van 1 miljoen dollar vroeg, beëindigden de Yankees de onderhandelingen over een contractverlenging met Sanders. Hij verliet de ploeg en eindigde het seizoen 1990 met een slaggemiddelde van .158 en drie homeruns in 57 wedstrijden. In september 1990 hiefen de Yankees het contract van Sanders op, omdat Yankees' algemeen directeur Gene Michael zei dat Sanders' NFL-carrière zijn honkbalontwikkeling belemmerde.

### Atlanta Braves (1991-1994)
Sanders tekende na zijn contractbeëindiging bij de Yankees een nieuw MLB-contract bij de Atlanta Braves voor het seizoen 1991. Op 31 juli sloeg Sanders een belangrijke three-run homer om een comeback overwinning tegen de Pittsburgh Pirates te bewerkstelligen tijdens de run van de Braves naar de National League West Division titel. Hij moest echter de volgende dag de Braves verlaten om zich te melden bij de Atlanta Falcons vanwege een clausule in zijn NFL-contract en miste het naseizoen van de Braves. Voor de start van het seizoen 1992 herwerkte Sanders zijn NFL-contract met de Falcons, waardoor hij zich in het naseizoen weer bij de Braves kon voegen.
Tijdens het seizoen 1992, zijn beste jaar in de MLB, sloeg Sanders .304 voor de ploeg, stal 26 honken en leidde de competitie met 14 triples in 97 wedstrijden. In vier wedstrijden van de 1992 World Series sloeg Sanders .533 met vier runs, acht hits, twee doubles, en één RBI terwijl hij speelde met een botbreuk in zijn voet. Ondanks Sanders' prestaties verloren de Braves uiteindelijk van de Toronto Blue Jays. 

### Cincinnati Reds (1994-1995)
De Braves ruilden Sanders naar de Cincinnati Reds in ruil voor Roberto Kelly op 30 mei 1994. In 46 gespeelde wedstrijden sloeg Sanders .277 en stal 19 honken. Het jaar daarop speelde hij in 33 wedstrijden voor de Reds en noteerde een slaggemiddelde van .240 met 16 gestolen honken voordat hij in een ruildeal vertrok naar de San Francisco Giants.

### San Francisco Giants (1995)
Sanders werd naar de San Francisco Giants gestuurd in een ruil met acht spelers op 21 juli 1995. Tijdens zijn enige seizoen voor de Giants sloeg hij .280, 5 homeruns en stal 8 honken in 52 wedstrijden voor de Giants.

### Cincinnati Reds (1997, 2001)
Na één jaar onderbreking startte Sanders in 1997 voor de Cincinnati Reds, waar hij als 56 gestolen honken behaalde in 115 wedstrijden. 
Na dat seizoen verliet Sanders voor drie jaar het honkbal. Sanders keerde in 2001 terug bij de Reds, maar werd ontslagen nadat hij in slechts 29 wedstrijden had gespeeld en slechts .173 had geslagen.

### Toronto Blue Jays
Na zijn contract bij de Reds in 2001 afliep, tekende Sanders een minor league contract bij Toronto Blue Jays. Hij sloeg .252 voor de Syracuse SkyChiefs voordat zijn toenmalige American football-werkgever Washington Redskins een maas in zijn contract vonden en hij gedwongen werd om terug te keren naar de Redskins. Sanders' contract bij de Redskins was onderhandeld om hem toe te staan zowel baseball als football te spelen, maar de voorwaarden van het contract stelden dat Sanders het NFL trainingskamp en de eerste paar wedstrijden van het seizoen alleen mocht missen als hij Major League Baseball speelde. Omdat hij toen niet voor de Blue Jays uitkwam in de MLB, moest Sanders Syracuse verlaten en terugkeren naar de Redskins zodat hij zijn NFL-contract niet zou schenden. Nog voordat hij op trainingskamp kwam dat jaar, informeerde Sanders de directie van de Redskins dat hij stopte met professioneel honkbal. In zijn laatste professionele honkbalwedstrijd sloeg Sanders een solo home run en een RBI single in Syracuse's 12-6 overwinning op de Toledo Mud Hens.
Terwijl Sanders meermaals door zijn werkgevers in de MLB en de NFL erop werd aandrongen om zich op slechts één sport te concentreren (vergelijkbaar met wat ze deden met Bo Jackson), legde hij vaak uit, "American football is mijn vrouw en honkbal is mijn minnares."

## Professionele footballcarrière

### Draft en Atlanta Falcons
Sanders werd als vijfde gekozen in de 1989 NFL Draft door de Atlanta Falcons, waar hij tot 1993 speelde. 
Op 11 oktober 1992 speelde Sanders in een wedstrijd van de Falcons in Miami en vloog daarna naar Pittsburgh, in de hoop die avond in de League Championship Series-wedstrijd van de Braves tegen de Pirates te spelen en de eerste atleet te worden die op dezelfde dag in twee professionele competities speelde. Sanders verscheen die avond echter niet in de honkbalwedstrijd. Tijdens zijn vijf jaar bij de Falcons scoorde Sanders 10 touchdowns (drie verdedigende, drie kick returns, twee puntretours en twee recepties). 
Hij is de enige lid van de Pro Football Hall of Fame die niet zijn hele carrière doorbracht bij het team dat hem selecteerde.

### San Francisco 49ers
Na vijf seizoenen bij Atlanta tekende Sanders voor het seizoen 1994 bij de San Francisco 49ers. Hier beleefde hij mogelijks zijn beste seizoen als Americanfootballspeler, met een verbazingwekkend (en nooit geëvenaard) gemiddelde van 50,5 yards per return. 
Op 16 oktober 1994 maakte Sanders zijn dramatische terugkeer in de Georgia Dome van de Falcons als een 49er. Na een handgemeen met zijn voormalige Falcon teamgenoot Andre Rison, onderschepte Sanders een pass van quarterback Jeff George en bracht deze, terwijl hij spottend het hele Falcons-team langs de zijlijn aanstaarde, naar de eindzone voor een touchdown. Sanders werd in zijn eerste seizoen voor de 49ers verkozen tot NFL Verdediger van het Jaar. In de Super Bowl XXIX maakte hij een onderschepping in de eindzone in het vierde kwart, waardoor de 49ers toen mede dankzij hem wonnen van de San Diego Chargers en Sanders zijn eerste kampioensring ontving.

### Dallas Cowboys
Ondanks een succesvol seizoen vertrok Sanders in 1995 omdat de 49ers volgens hem "niet geïnteresseerd waren in zijn diensten". Er waren meerdere teams geïnteresseerd in de regerende kampioen, en op 9 september 1995 tekende Sanders een lucratief contract met de Dallas Cowboys, waardoor hij op dat moment in wezen de best betaalde verdediger in de NFL was. 
Een operatie hield hem aan de kant tot zijn debuut in week 9, opnieuw in Atlanta tegen de Falcons, in een wedstrijd die de Cowboys wonnen met 28-13. In dat seizoen hielp hij de Cowboys om hun derde titel in vier jaar te winnen in Super Bowl XXX tegen de Pittsburgh Steelers. Sanders speelde daarna nog vier seizoenen bij Dallas en werd in al die seizoenen geselecteerd voor de Pro Bowl. Op 2 juni 2000 werd zijn contract met de Cowboys ontbonden.

### Washington Redskins
Kort nadat de Cowboys het contract van Sanders hadden ontbonden, tekenden de Washington Redskins Sanders voor een zevenjarig contract van 56 miljoen dollar. Hoewel hij in het seizoen 2000 een bovengemiddeld jaar had, gaf Sanders in juli 2001 abrupt aan dat hij met pensioen ging na slechts één jaar bij de Redskins te hebben gespeeld.

### Baltimore Ravens
In 2004 kondigde Sanders zijn voornemen aan om uit zijn pensioen te komen. Hij tekende een eenjarig contract met de Ravens als nickelback. Sanders koos ervoor om het nummer 37 te dragen, wat overeenkwam met zijn leeftijd op dat moment, om op die manier iedereen te laten weten dat hij zich goed bewust oudgediende staat als NFL-speler (bovendien werd het nummer 21, dat Sanders gedurende zijn hele carrière gebruikte, al gedragen door Ravens Pro Bowl cornerback Chris McAlister). Tegen de Buffalo Bills in week 7 van 2004 scoorde Sanders zijn negende interception return touchdown, waardoor hij samen met Ken Houston en Aeneas Williams, en achter Rod Woodson (met 12), op de tweede plaats aller tijden staat in deze statistische categorie.
Sanders speelde in elke wedstrijd van het seizoen 2005. De Ravens kwalificeerden zich voor het tweede achtereenvolgende jaar niet voor het naseizoen en in januari 2006 ging hij definitief met pensioen.

## Carrière als coach

### Middelbare school
Terwijl hij na zijn pensioen aan de slag was gegaan als NFL-analist, werd Sanders daarnaast benoemd tot hoofdcoach van de, mede door hem opgerichte, Prime Prep Academy. Hij was de hoofdcoach van dit team in 2012 en 2013. In 2017 werd hij aanvalscoördinator voor Trinity Christian High School, waardoor hij de kans kreeg om zijn zonen Shilo en Shedeur te coachen.

### Jackson State
Op 21 september 2020 werd Deion Sanders de 21e hoofdcoach van de Jackson State Tigers, een team in het tweede niveau van NCAA Division I uitkomt en de Jackson State University vertegenwoordigt.
Sanders leidde Jackson State naar een 27-6 record tijdens zijn drie seizoenen aan het roer.

### Colorado
Op 3 december 2022 werd Sanders benoemd tot hoofdcoach van de Colorado Buffaloes.

## Erfenis en onderscheidingen
Tijdens zijn 14-jarige NFL-carrière was Sanders een vaste All-Pro en een van de sterkste passverdedigers die ooit in de NFL speelde.
Sanders is de enige man die in zowel een Super Bowl als een World Series speelde en die in dezelfde week een MLB-homerun sloeg en een NFL-touchdown scoorde. Hij is een van de zeven spelers die opeenvolgende Super Bowls wonnen met verschillende teams. Hij is ook een van de twee spelers die op zes verschillende manieren een NFL-touchdown scoren (interception return, punt return, kickoff return, receiving, rushing, en fumble recovery).
- College Football News noemde Sanders nr. 8 in de lijst van 100 Greatest College Football Players of All-Time.
- The Sporting News noemde Sanders nr. 37 in hun Top 100 Football Players of the Century uit 1999.
- ESPN noemde Sanders nr. 74 in hun lijst van de 100 Grote Atleten van de Eeuw, uitgebracht in 1999.
- NFL.com noemde Sanders nr. 34 op de NFL's Top 100 list die eind 2010 verscheen.
- Op 11 november 2010 werd Sanders opgenomen in de Atlanta Falcons' Ring of Honor.
- Op 17 mei 2011, werd Sanders aangekondigd als lid van de College Football Hall of Fame inductee.
- Op 6 augustus 2011 werd Sanders opgenomen als lid van de Pro Football Hall of Fame..

Op 6 februari 2011, tijdens Super Bowl XLV in Arlington, Texas, verzorgde Sanders de toss voor de wedstrijd.
Sanders volgde geen lessen en deed geen eindexamens tijdens het herfstsemester van zijn laatste jaar in Florida State, maar speelde toch mee in de Sugar Bowl tegen Auburn. Dit zorgde ervoor dat de directie van Florida State de "Deion Sanders-regel" instelde, waarbij een atleet aan welke staatsuniversiteit enkel een finalewedstrijd mee mocht spelen als hij het voorgaande semester met succes had afgerond.
In 1995 tekende Sanders bij de Dallas Cowboys voor een minimaal jaarlijks basissalaris en een tekenbonus van bijna 13 miljoen dollar, in een poging het salarisplafond van de NFL te omzeilen. Dit zorgde ervoor dat de NFL haar eigen "Deion Sanders-regel" instelde, waarbij een evenredig deel van de tekenbonus van een speler meetelde voor het salarisplafond.

## Andere activiteiten en muziekcarrière
Naast zijn sportcarrière had Sanders ook een carrière in de muziek als rapper. Hij bracht in 1994 zijn debuutalbum Prime Time uit via Hammer's Bust It Records label via Capitol Records. In 1995 bracht Hammer "Straight to My Feet" uit samen met Sanders, als de Street Fighter soundtrack (uitgebracht in december 1994). Het nummer haalde nummer 57 in de hitlijsten van het Verenigd Koninkrijk.
Sanders ging na zijn NFL-pensioen verder als manager van American footballtalenten. In 2003 was Sanders de manager van Devin Hester. Sanders begeleidde Hester, hij gaf hem raad en advies tijdens zijn collegiale carrière en hielp hem naar zijn eerst NFL-contract met de Chicago Bears in de tweede ronde van de 2006 NFL Draft. Sindsdien heeft Hester het record verbroken van meeste returns voor touchdowns in de geschiedenis van de NFL. Hester heeft Sanders genoemd als een van zijn grote inspiraties en idolen, en bedankte hem voor zijn training en advies. Hester, ook bekend als "Anytime", voert af en toe Sanders' kenmerkende touchdown dansjes uit als eerbetoon aan zijn mentor.
In januari 2004 werd Sanders ingehuurd als assistent-coach bij de Dallas Fury, een professioneel vrouwenbasketbalteam in de National Women's Basketball League. 
In april 2006 werd Sanders eigenaar van de Austin Wranglers, een Arena Football League team.
In 2012 was hij medeoprichter van Prime Prep Academy, een groep charterscholen in Texas. De school werd geplaagd door ethische, juridische en financiële problemen, en sloot op 30 januari 2015 wegens faillissement.

## Privé
Sanders is twee keer getrouwd geweest; zijn eerste vrouw was Carolyn Chambers (1989-1998), met wie hij twee kinderen heeft en zijn tweede vrouw was Pilar Biggers-Sanders (1999-2015), met wie hij drie kinderen heeft.
Sanders is een christen. In 1997 ging Sanders door een donkere periode in zijn leven toen zijn eerste huwelijk op de klippen liep. Hij zei hierover: "Ik ging door de beproevingen van het leven. Ik liep zowat op rookgassen. Ik was leeg, geen vrede, geen vreugde. Ik verloor de hoop door het verloop van alles." Hij zei ook dat geld, seks en andere zaken zijn problemen niet oplosten. Sanders deed een zelfmoordpoging door met zijn auto van een klif te rijden. Hij overleefde echter de val van 10 meter. 
Sanders publiceerde samen met J. M. Black zijn autobiografie Power, Money & Sex: How Success Almost Ruined My Life.
Zijn eerste coachpositie in 2012 was bij de charterschool Prime Prep Academy, die hij hielp oprichten. Sanders werd later ontslagen als coach nadat een medewerker van de school beweerde dat Sanders de medewerker aanviel, iets dat Sanders ontkende.
Sanders' zonen Shilo en Shedeur spelen ook American football op universiteitsniveau. 
In 2020 studeerde Sanders af aan Talladega College met een bachelor in bedrijfskunde met de nadruk op organisatiemanagement.
In 2021 onderging Sanders verschillende voetoperaties en werden twee tenen aan zijn linkervoet geamputeerd als gevolg van bloedstolsels.